# Somos Novios (It's Impossible)
Somos Novios (It's Impossible) est une chanson mexicaine composée, écrite et interprétée par Armando Manzanero, extraite de la bande originale du film homonyme de 1969. L'année suivante, It's Impossible, une version de Perry Como sur des paroles anglaises de Sid Wayne est classée no 10 au Billboard Hot 100 et no 1 dans le Hot Adult Contemporary Tracks du Billboard. Devenue un standard la même année, It's Impossible est nommée au Grammy Award de la chanson de l'année en 1971.

## Versions

### Single de Perry Como
Enregistrée en anglais (sauf mentions contraires) par,,, :
- Johnny Albino (en espagnol : Somos Novios)
- Maria Conchita Alonso (en espagnol : Somos Novios)
- Ray Anthony (instrumental)
- Chucho Avellanet (en espagnol : Somos Novios)
- Shirley Bassey sur l'album Something Else
- Mario Bauzá (en espagnol : Somos Novios)
- Sacha Distel (en français : C'est impossible)
- Andrea Bocelli
- Andrea Bocelli en duo avec Christina Aguilera (en espagnol : Somos Novios)
- Andrea Bocelli en duo avec Katharine McPhee
- Olga Breeskin (instrumental)
- Dennis Brown
- Rusty Bryant (instrumental)
- Charlie Byrd (instrumental)
- Vikki Carr
- Roy Clark
- Freddy Cole (instrumental)
- Perry Como
- Ray Conniff
- Floyd Cramer (instrumental)
- Barry Crocker
- Aida Cuevas (en espagnol : Somos Novios)
- Vic Damone
- Dyango (en espagnol : Somos Novios)
- Billy Eckstine
- José Feliciano (en espagnol : Somos Novios)
- Von Freeman (instrumental)
- Red Garland (instrumental)
- Robert Goulet
- Richard Holmes (instrumental)
- Engelbert Humperdinck
- Dick Hyman (instrumental)
- Julio Iglesias
- Anita Kerr
- Libertad Lamarque (en espagnol : Somos Novios)
- Liberace
- Tania Libertad (en espagnol : Somos Novios)
- Abbey Lincoln
- Helmut Lotti
- Vera Lynn
- Antonio Machin (en espagnol : Somos Novios)
- Armando Manzanero (en espagnol : Somos Novios)
- Johnny Mathis
- Mazz
- Luis Miguel (en espagnol : Somos Novios)
- Mina (en espagnol : Somos Novios)
- Tete Montoliu (instrumental)
- Tony Mottola
- Marco Antonio Muñiz (en espagnol : Somos Novios)
- Nelson Ned (en espagnol : Somos Novios)
- New Birth
- Franck Pourcel
- Elvis Presley
- Louis Prima
- Boots Randolph (instrumental)
- Johnnie Ray
- Rene y Rene (en espagnol : Somos Novios)
- Jimmy Roselli
- Rhoda Scott
- T.G. Sheppard
- The Supremes
- Manoella Torres (en espagnol : Somos Novios)
- Jerry Vale
- Pedro Vargas (en espagnol : Somos Novios)
- Voz Veis (instrumental)
- The Ventures
- Roger Whittaker
- Andy Williams
- 101 Strings (en)